# Space Rider
De Space Rider (Space Reusable Integrated Demonstrator for Europe Return) is een klein onbemand herbruikbaar ruimtevliegtuig dat ESA in samenwerking met het Italiaanse ruimtevaartagentschap ASI ontwikkelt onder het in 2012 opgestarte PRIDE-programma (Programme for Reusable In-orbit Demonstrator in Europe). De Space Rider is bedoeld om met experimenten aan boord om de aarde te cirkelen en terug te keren op aarde. De eerste vlucht van de Space Rider staat gepland in het 3e kwartaal van 2025.
Het voertuig is qua functie te vergelijken met de X-37B van de US Space Force. De Space Rider wordt gelanceerd met een raket van het type Vega C en heeft een liftingbody-ontwerp waarmee deze terug kan keren in de atmosfeer en zich richting de landingsplaats kan manoeuvreren. Onder aan de achterzijde zitten twee flappen voor de besturing in de atmosfeer. Om de terugkeer in de atmosfeer te kunnen doorstaan is de Space Rider voorzien van een hitteschild. Het laatste deel van de landing geschiedt hangend onder een parasail. Voor de besturing in de ruimte wordt een servicemodule gebruikt die na de terugkeerboost wordt afgekoppeld. Deze servicemodule is technisch gezien een AVUM-trap die met zonnepanelen voor de electriciteitsvoorziening is uitgerust. De AVUM is normaliter de vierde trap van de Vega- en de Vega C-raket. Gezien de Oekraïense hoofdmotor van de AVUM is er sinds de Russische invasie in Oekraïne onduidelijkheid over de toekomst van de AVUM. Op de “rug” van het voertuig zitten twee luiken waarmee het ruim geopend kan worden zodat de vracht bloot komt te liggen.
Op 9 december 2020 werd het contract voor de ontwikkeling en bouw van de Space Rider gegund aan Thales Alenia Space en Avio.

## IXV

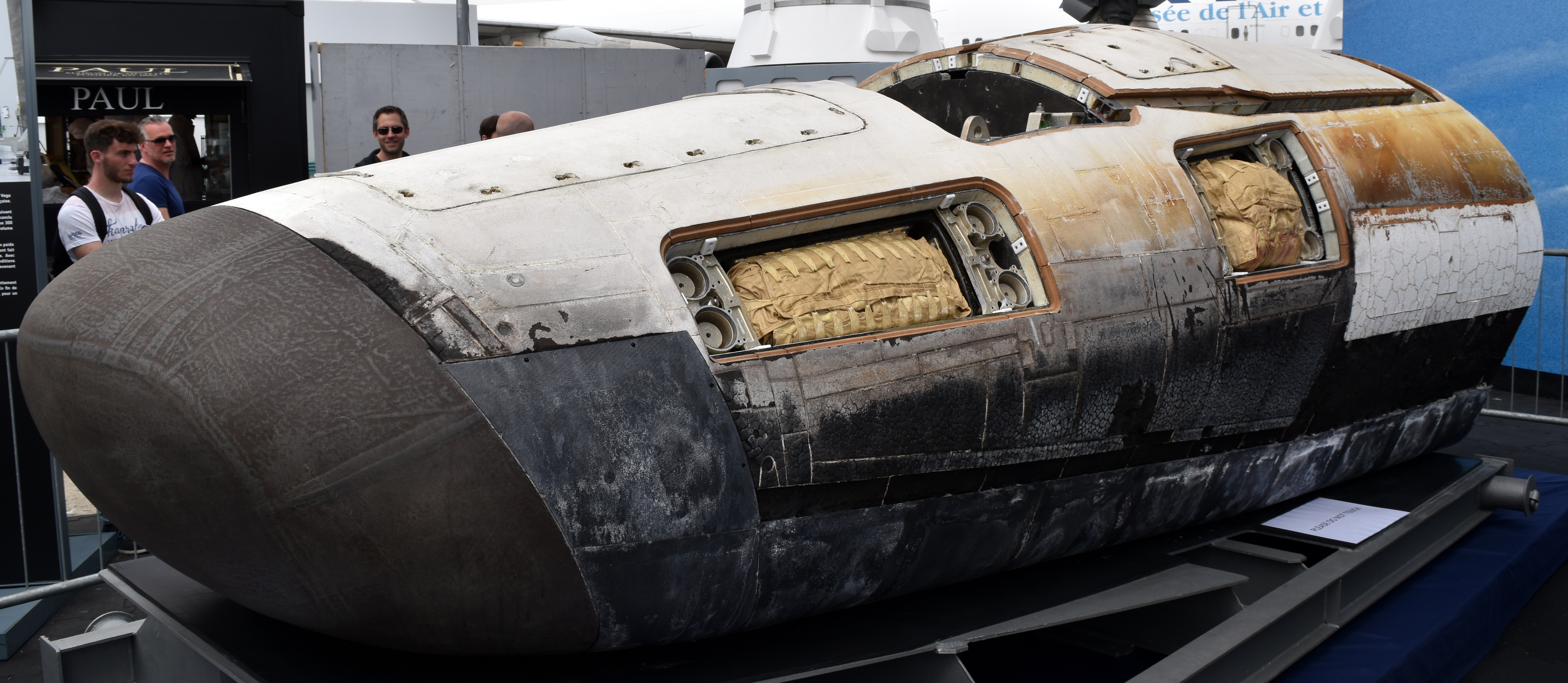
Het IXV na de testvlucht.

De Space Rider is gebaseerd op technieken die zijn opgedaan met het IXV (Intermediate eXperimental Vehicle).
11 februari 2015 lanceerde ESA het IXV, een experimenteel liftingbody ruimtevliegtuig dat de werking van onderdelen van het Space Rider-ontwerp zoals het hitteschild en de besturing moest testen. Het IXV was op zijn beurt weer vooraf gegaan door de ARD (Atmospheric Reentry Demonstrator), een conisch gevormde hitteschildtechniek-demonstrator die in 1998 een testvlucht maakte.
Voor deze suborbitale ruimtevlucht werd het IXV met een Vega (vlucht VV04) vanuit het Centre Spatial Guyanais gelanceerd en deze landde ten westen van de Galapagoseilanden in de Grote Oceaan. Het IXV is het eerste liftingbody-ontwerp ooit dat daadwerkelijk in de ruimte vloog.